# Hotel Central (Bečov nad Teplou)

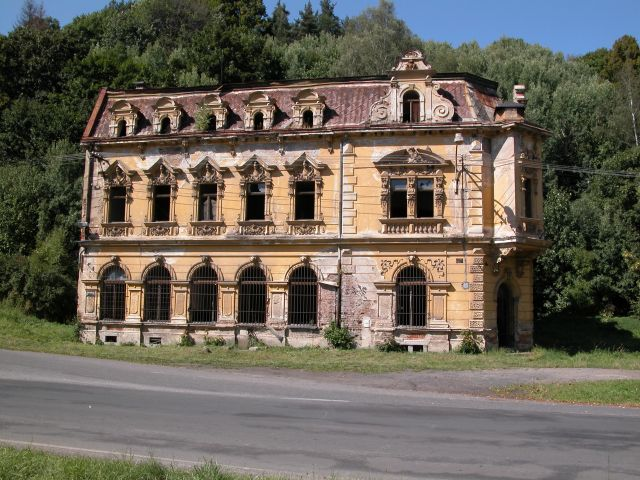
Das ehemalige Hotel Central 2004

Das Hotel Central, auch Měšťanský dům (deutsch Bürgerhaus), ist ein ehemaliges Luxushotel in der tschechischen Stadt Bečov nad Teplou und eines der Kulturdenkmäler dort. In seiner Geschichte diente das Gebäude mehreren Zwecken und ist im deutschen Sprachgebrauch als Bürgerhaus Nr. 336 in Bečov bekannt.

## Geschichte

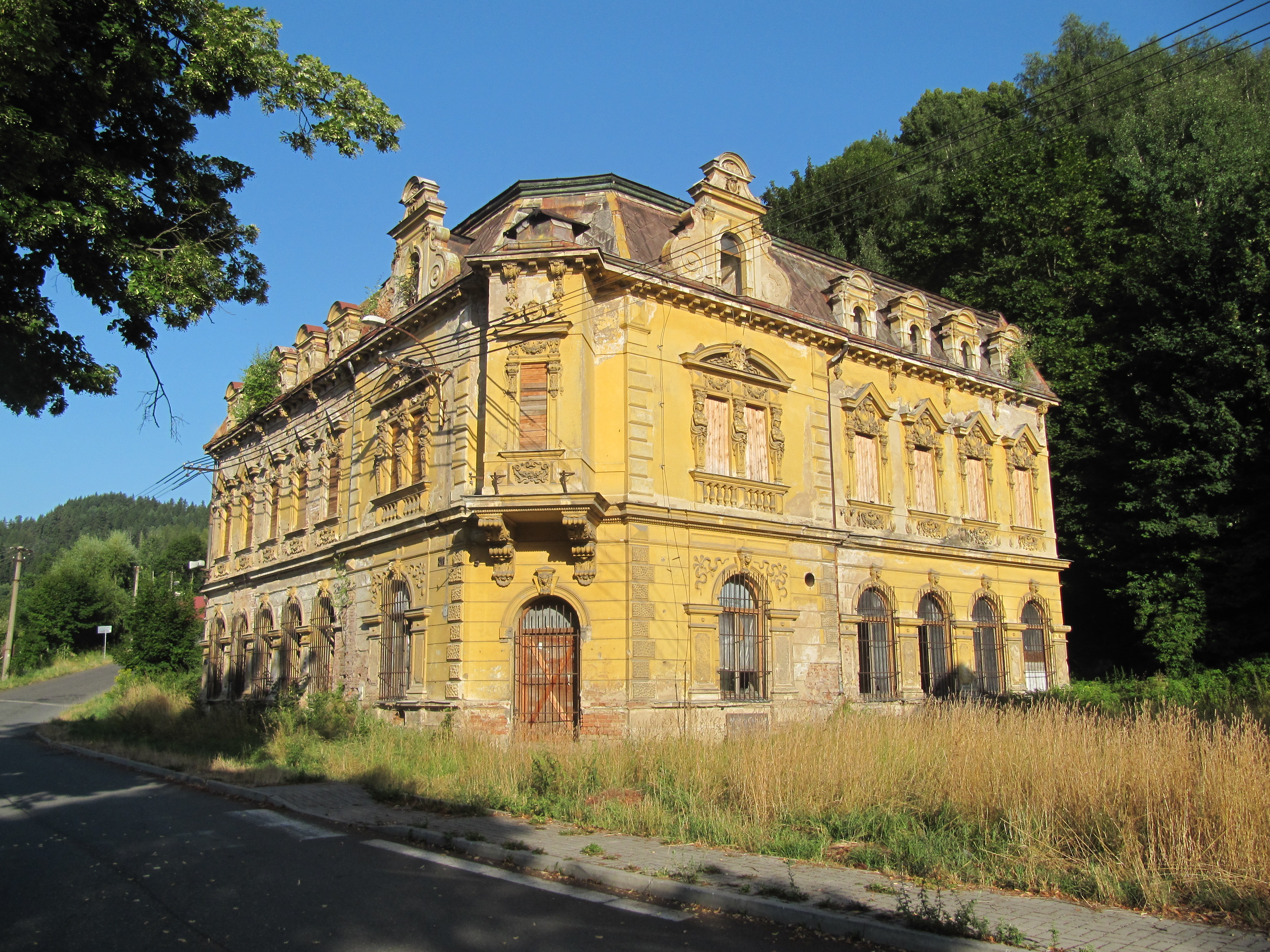
Das Gebäude von der anderen Seite

Der erste Besitzer des Hauses war 1876 Georg Röhm. Am 23. Mai 1892 verkaufte er es an Maria Schmidt. Diese ließ das Gebäude großzügig zu einem in der Region einzigartigen Bauwerk umgestalten.
Nach der Fertigstellung 1901 kaufte Franz Bachmann, ein Deutscher jüdischer Abstammung, das Gebäude, der mit dem Betrieb eines Restaurants den Beginn des Hotels markierte. Er ließ das Gebäude in ein luxuriöses Hotel umbauen. Dieses später bekannte Hotel wurde von zahlreichen Persönlichkeiten besucht. Die Besucherzahl hatte in den 1920er Jahren ihren Höhepunkt erreicht. Nach dem Münchner Abkommen fiel das Sudetenland in den deutschen Einflussbereich, was für den Betrieb eine Gefahr darstellte. Dennoch gelang es Bachmann, seine jüdische Herkunft zu verbergen.
1945 wurden Bachmann und seine Familie als Deutsche vertrieben und der Familienbesitz wurde konfisziert. Im Haus waren unmittelbar nach dem Krieg Soldaten der Roten Armee untergebracht. Nach deren Abzug wurde das Hotel verstaatlicht und in der Nähe arbeitende Bergleute wurden einquartiert. Sie wohnten dort bis Mitte der 1950er Jahre und verließen das Gebäude verwüstet.
1978 verschlechterte sich der Zustand des Hotels immer mehr. Eine Gruppe von Freiwilligen restaurierte es in der Aktion Z. Das Gebäude wurde dabei zum Postamt und beherbergte ein Café. Durch die wirtschaftliche Lage der Tschechoslowakei in den 1990ern hatte der Staat kein Geld für die Erhaltung des Betriebs, der Bau verkam erneut. Am 29. Oktober 1991 erwarb das Unternehmen Agro Karlovy Vary für die Summe von 54.791 Kronen das Objekt. Heute ist das Hotel das Eigentum mehrerer Firmen und befindet sich in einem schlechten Zustand.

## Architektur
Das Bauwerk ist ein großes quadratisches Gebäude, das im Jugendstil erbaut wurde. Die Fassade zeigt Pseudo-Renaissance-Elemente. Der Aufbau ist mit Erkern ausgestattet und mit einem Zwiebeldach gekrönt. Die Südfassade hat Sechs-Achsen, dann kommt eine Ost-Achse. Die Fenster in den Zwickeln sind in der Jugendstil-Fassade eingebaut. Die Räume im Erdgeschoss sind ausgeschmückt und die historische Kamin-Säule wird dadurch hervorgehoben. Die Fensterbänke sind mit konischen Geländern ausgestattet und zeigen einige barocke Figuren mit dem Emblem „S“.

## Berühmte Gäste
- Franz Joseph I.
- Tomáš Garrigue Masaryk